# سیارک ۱۲۱۹۹
سیارک ۱۲۱۹۹ (به انگلیسی: 12199 Sohlman، نامگذاری:1980TK6) دوازده هزار و صد و نود و نهمین سیارک کشف شده‌است که در ۸ اکتبر ۱۹۸۰ کشف شد.
قدر مطلق سیارک برابر ۲۳.۴ است.